# Ronnie Montrose
Ronnie Montrose (San Francisco, California; 29 de noviembre de 1947-Brisbane, California; 3 de marzo de 2012) fue un guitarrista de rock estadounidense.

## Carrera

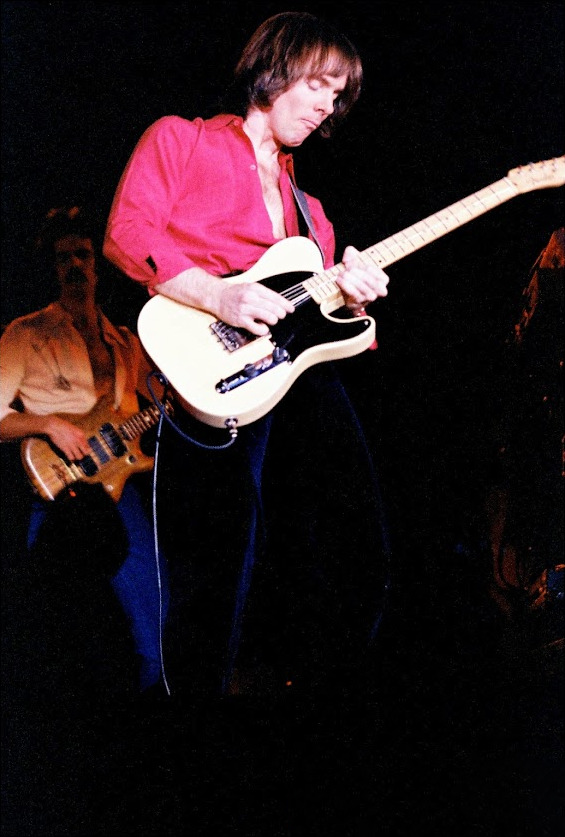
Imagen de Ronnie Montrose tocando en Memphis en abril de 1978.

Trabajó con una gran variedad de músicos a lo largo de su carrera, incluyendo a Herbie Hancock, Van Morrison, Gary Wright y Dan Hartman, entre otros.
Formó su propia banda en 1973, a la cual llamó Montrose, incluyendo a Sammy Hagar en la voz. Esta alineación dio a luz dos trabajos discográficos: Montrose y Paper Money, antes de que Hagar iniciara una carrera en solitario. Tras el alejamiento de Hagar, Montrose siguió con la banda, editando dos álbumes más en los años 1970: Warner Bros. Presents... Montrose! y Jump on It, ambos con el vocalista Bob James.
Tras esto inició una carrera como Ronnie Montrose, editando su álbum en solitario Open Fire (1978), tras lo cual formó el grupo Gamma, que aunaba el heavy metal con pequeñas dosis de música electrónica. Por las filas de Gamma pasaron músicos como Alan Fitzgerald, Davey Pattison, Denny Carmassi, Glenn Letsch o Jim Alcivar; el grupo se mantuvo activo desde 1979 hasta 1982, lanzando tres álbumes: Gamma 1, Gamma 2 y Gamma 3.
En 1986 retomó su carrera en solitario, publicando un trabajo titulado Territory, y al año siguiente hace lo propio con el álbum Mean. The Speed of Sound (1988), The Diva Station (1990) y Mutatis Mutandis (1991) serían sus siguientes producciones discográficas en solitario, las cuales siguieron apareciendo a lo largo de la década de 1990, siendo la última de ellas Bearings (1999).
En 2000 apareció un cuarto álbum de Gamma (Gamma 4), en el cual Edgar Winter participó como invitado especial, mientras que la formación original de Montrose se reunió en 2004 para participar en algunos conciertos de Sammy Hagar.

### Fallecimiento
Durante sus últimos años, Montrose luchó contra un cáncer de próstata. Se suicidó con un disparo en la cabeza el 3 de marzo de 2012, en la localidad californiana de Brisbane, a la edad de 64 años.

## Discografía

### Solo
- Open Fire (1978)
- Territory (1986)
- The Speed of Sound (1988)
- The Diva Station (1990)
- Mutatis Mutandis (1991)
- Music From Here (1994)
- Mr. Bones (1996)
- Roll Over and Play Live (1999)
- Bearings (1999)

### Con Montrose
- Montrose (1973)
- Paper Money (1974)
- Warner Bros. Presents... Montrose! (1975)
- Jump on It (1976)
- Mean (1987)

### Con Gamma
- Gamma 1 (1979)
- Gamma 2 (1980)
- Gamma 3 (1982)
- Gamma 4 (2000)

### Colaboraciones destacadas
A lo largo de su carrera Montrose colaboró con gran número de artistas, amén de los mencionados aquí, como Nicolette Larson, Kathi McDonald, The Beau Brummels, The Neville Brothers, Marc Bonilla, Lauren Wood, Tony Williams, Jamie Sheriff, y más.
- Herbie Hancock - Mwandishi (1971)
- Beaver & Krause - Gandharva (1971)
- Van Morrison - Tupelo Honey (1971)
- Boz Scaggs – Unreleased Muscle Shoals tapes (1971)
- Van Morrison - Saint Dominic's Preview (1972)
- Sawbuck - Sawbuck (1972)
- Edgar Winter Group - They Only Come Out at Night (1972)
- Anti-m - Positively Negative (1995)
- Sammy Hagar - Marching to Mars (1997)